# 張家山漢簡
張家山漢簡（ちょうかざんかんかん）は、張家山漢墓竹簡ともいい、中国の湖北省江陵県張家山（現在の荊州市荊州区郢城鎮太暉村）の漢墓から出土した竹簡群である。現在は荊州博物館に収蔵されている。

## 概要
1983年12月から1984年1月にかけて、張家山で3基の竪穴土坑墓が発掘された。年代は前漢初期と推定され、247号漢墓、249号漢墓、258号漢墓と名づけられた。247号漢墓からは1236枚の竹簡が出土し、『暦譜』・『二年律令』・『奏讞書』・『脈書』・『算数書』・『蓋廬』・『引書』・『遺策』の8種類の簡書を内容としている。また249号漢墓からは『日書』が出土した。さらに1986年に発掘された336号漢墓からは『漢律』が出土している。1988年に発掘された136号漢墓からは『荘子』盗跖篇に類似する『盗貊』が出土している。

## 翻訳
- Ulrich Lau and Michael Lüdke, Exemplarische Rechtsfälle vom Beginn der Han-Dynastie: Eine kommentierte Übersetzung des Zouyanshu aus Zhangjiashan/Provinz Hubei, Study of languages and cultures of Asia and Africa monograph series no. 50, The Research Institute for Languages and Cultures of Asia and Africa, Tokyo University of Foreign Studies, 2012. 『奏讞書』の訳注研究。
- Anthony J. Barbieri-Low and Robin D.S. Yates, Law, State, and Society in Early Imperial China: A Study With Critical Edition and Translation of the Legal Texts from Zhangjiashan Tomb No. 247, Sinica Leidensia no. 126, Brill, 2015. 247号漢墓の訳注研究。